# Olle Bull
Olle Bull, Oaky Doaks, är en amerikansk humoristisk tecknad äventyrsserie i riddarmiljö som skapades 1935 av Ralph Briggs Fuller och lades ned 1961.
Serien publicerades på svenska i tidiga nummer av 91:an.